# シズラニ
座標: 北緯53度10分31秒 東経48度29分09秒 / 北緯53.175383度 東経48.485756度

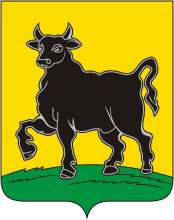
シズラニの紋章

シズラニ（スィズラニ、ロシア語: Сызрань、ラテン文字転写：Syzran）はロシア連邦南部サマラ州の都市。人口は16万6498人（2021年）。ヴォルガ川下流の巨大ダム湖、サラトフ湖の右岸に臨む。州都サマラの西約120kmにある。

## 地理

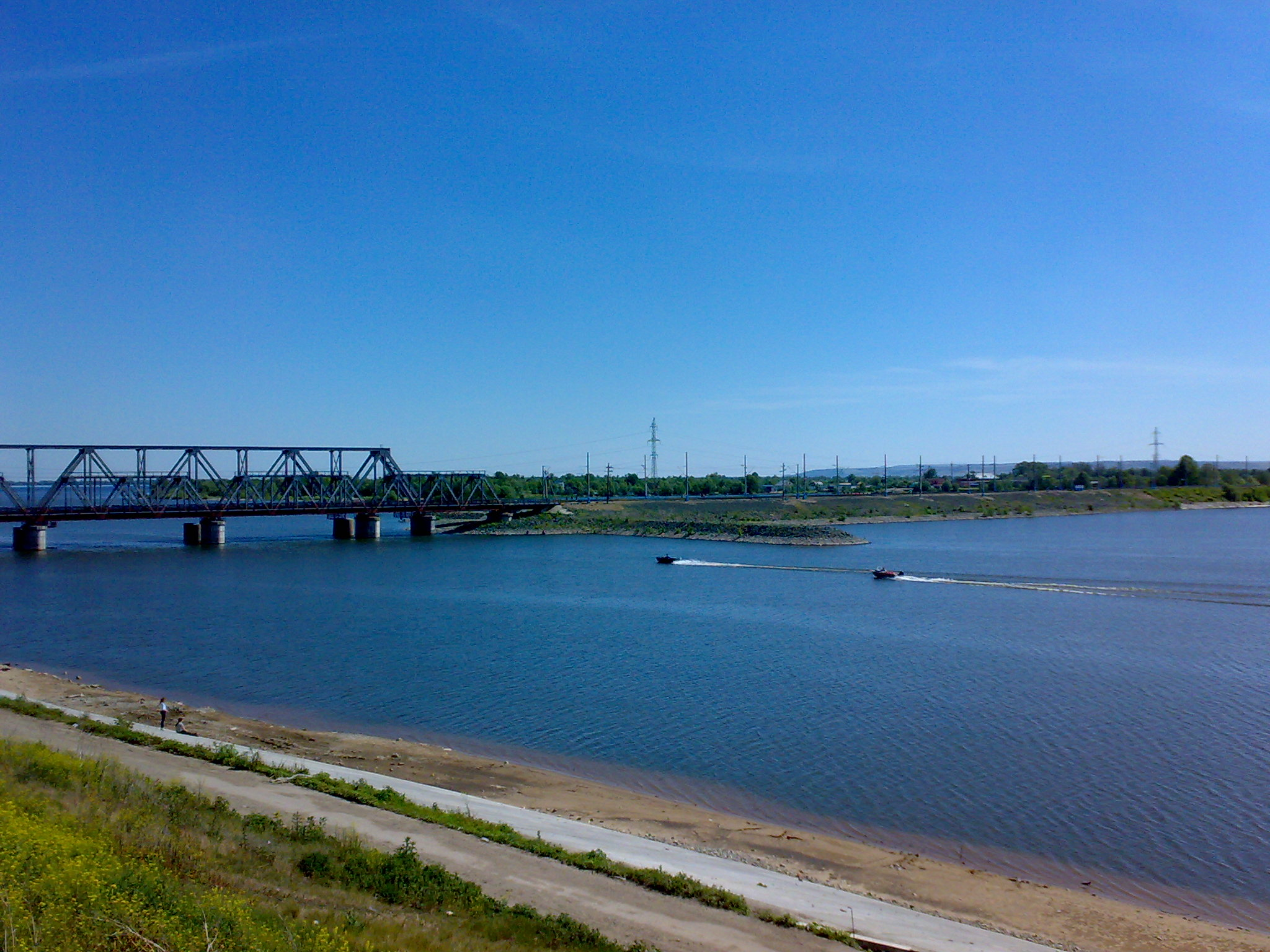
シズランカ川 ヴォルガ川との合流点近く

街の西および北はウリヤノフスク州の境界線とも近い。最寄りの都市は、19km東にあるヴォルガ河畔の町オクチャブリスク。
「サマーラ曲り」でサマーラ周辺へ大きく東へ迂回したヴォルガ川は、その後西へ向きを変えて、シズラニで西から南へと向きを変えている。

## 歴史

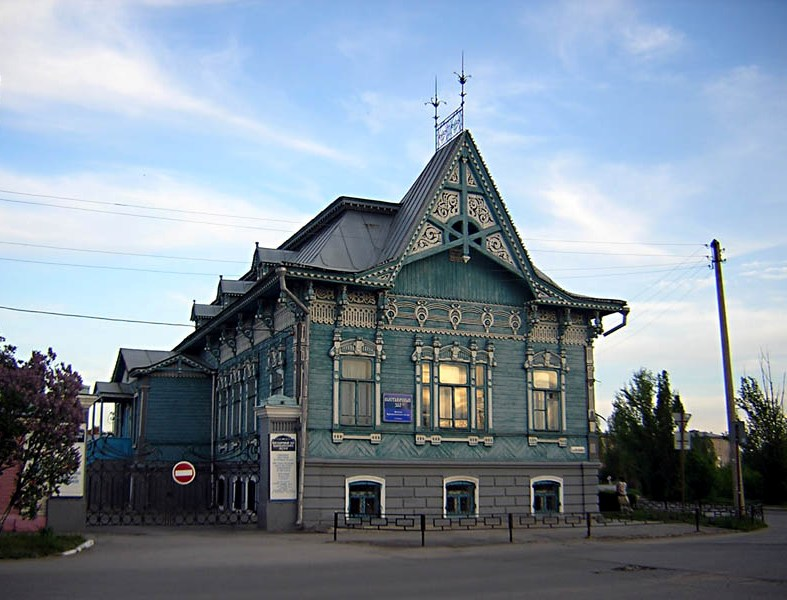
商人チェルニュキンの邸宅、現在は博物館

1683年に建設されたクレムリ（要塞）を端緒とする。この要塞はヴォルガ川沿いの水運を守る役目と、ロシア・ツァーリ国の当時の東方国境を遊牧民族から守る役割を果たしていた。シズラニという名はヴォルガ川に合流する支流シズランカ川に由来するが、この川の名はテュルク系の言葉で「渓谷から流れ出す川」というような意味だった。
国境がシベリア方面へ拡張したことにより、シズラニの木造のクレムリは18世紀初頭には軍事的重要性を喪失した。代わってヴォルガ川の港を擁する交易都市としての重要性が高まり、18世紀末には大きな町となっていた。1781年に都市として登録され、紋章を得た。
1874年、シズラニと西方のヴャジマを結ぶ1,400km近い長さの鉄道が開通し、シズラニに駅ができた。その6年後にはヴォルガ川をまたぐ鉄道橋も完成した。これにより交易が盛んになっただけでなく産業も盛んになった。20世紀初頭のシズラニはすでに産業都市でありロシア最大級の穀物精製の中心地だった。
1917年の十月革命以後、ソビエト連邦の経済政策によりシズラニの産業も大きく変わった。穀物の精製に代わり、結晶片岩の採掘と精製が主産業となった。当初は燃料として使われたが、後に製薬の重要な原料となった。さらに機械産業や原油精製といった重工業も立地するようになる。第二次世界大戦時は、ロシア西部の大都市から多くの工場が東へ疎開し、シズラニにも多数の工場が建設された。戦場とならなかったシズラニは、現在も革命前の街並みが比較的多く残っている。

## 経済と交通

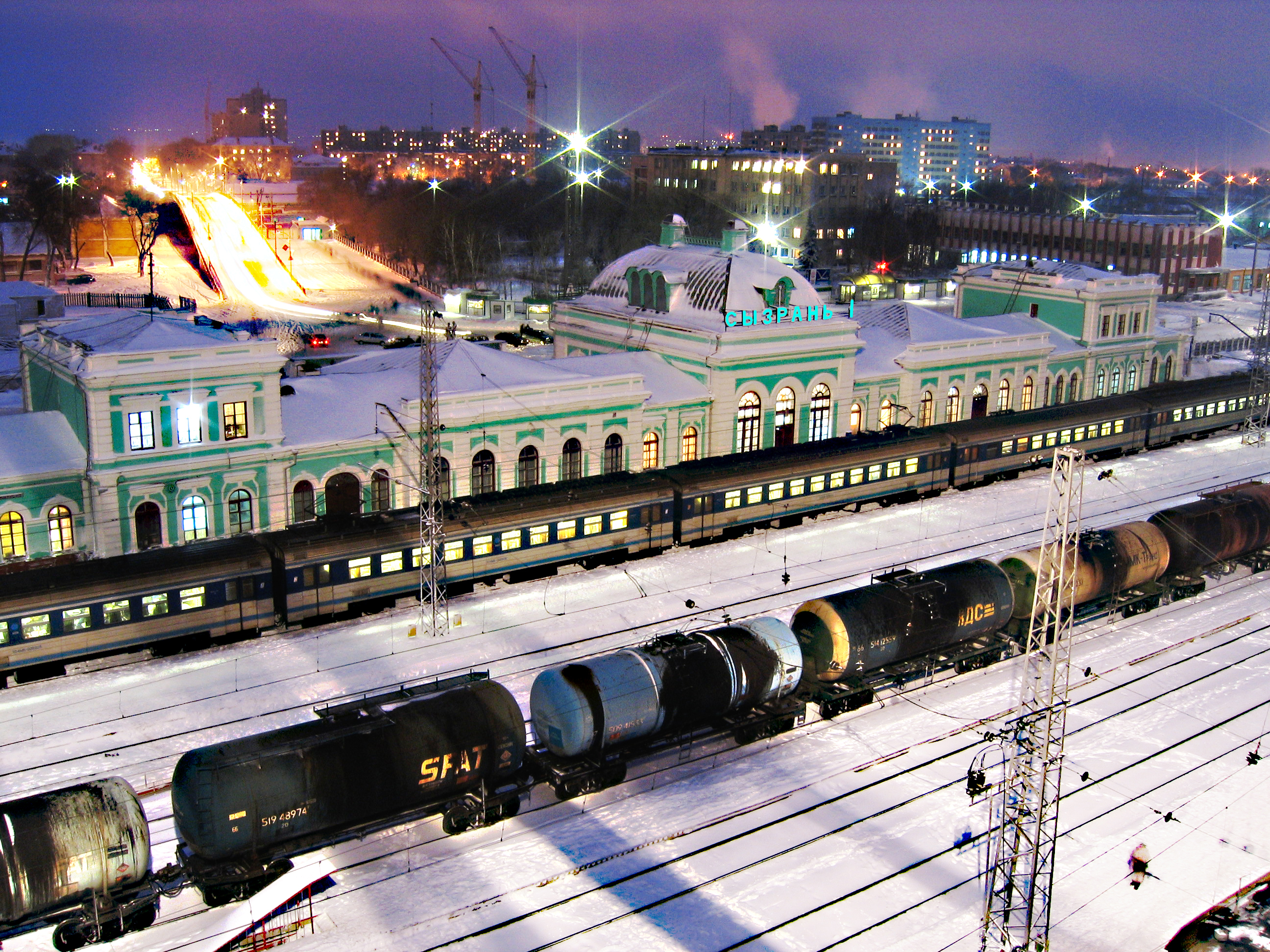
シズラニの駅

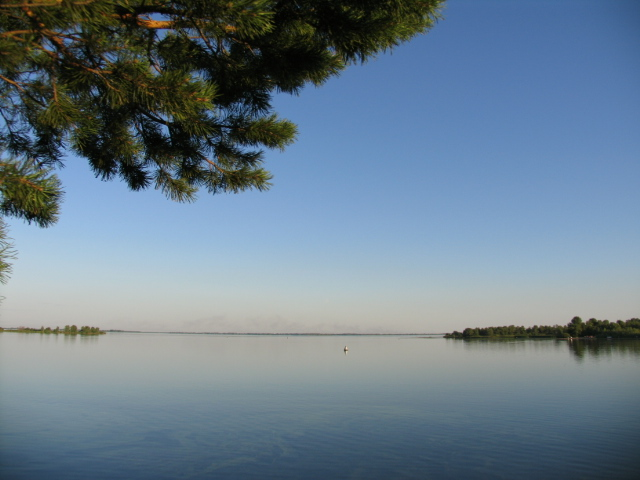
シズラニのヴォルガ川

ソビエト連邦時代の工場建設により、今でもシズラニはサマラ州きっての産業都市となっており、航空宇宙産業のある州都サマーラ、自動車産業の街トリヤッチとともに産業地帯を形成している。シズラニの主な工場には石油精製工場、プラスチック工場、農機械工場、石油掘削機械工場などがある。その他、発電所、軽工業、食品工業も立地する。
ロシアを東西に横断するM5幹線道路はシズラニを通りサマーラへ向かっている。また鉄道の重要な結節点でもある。市内交通はバスが中心だが2002年9月にトロリーバスが開業した。ロシアでも有数の新しいトロリーバスシステムだったが2009年に廃止。

## 姉妹都市
- 平頂山市、中国 2000年
- en:Lencloître、フランス

## 出身者
- ナターシャ・イオノヴァ - グリュコーザのボーカル
- ミハイル・コルニイェンコ - 宇宙飛行士